# Hue de la Ferté
Hue de la Ferté (fl. 1220-1235) è stato un troviero francese che scrisse tre serventois nei quali attacca la reggenza di Bianca di Castiglia durante la minore età di Luigi IX, malignando sul favoritismo di Bianca verso i forestieri e sulla scelta di Teobaldo I di Navarra, un altro troviero, in quanto indegno del suo favore.
Hue era un sostenitore di Pierre de Dreux, duca di Bretagna.
La sua poesia En talent ai que je die è modellata su En chantant m'estuet complaindré (1228–1230) di Gace Brulé. La sua semplice melodia è della forma ABABCDD¹D². Je chantasse volentiers liement viene modellata su Je chantasse volentiers liement (1228–1230) di Chastelain de Couci e Or somes a ce venu sull'anonima Quant li oisellon menu.

## Fonti
- Karp, T. "Hue de la Ferté." Grove Music Online. Oxford Music Online. (url consultato il 20 settembre 2008).